# Goltuppen
Denna artikel handlar om en film. Beträffande slangordet goltupp, se angiveri.
Goltuppen är en svensk thrillerserie från 1991 av Leif GW Persson i regi av Per Berglund.

## Handling
Lars-Peter Forsman, tungt kriminell, sitter ännu en gång i fängelse. Han vill komma ut och bli en bättre människa och bygga en framtid med sin tjej Nina, samtidigt som han vill göra upp med sitt förflutna och knäppa den eller de personer som sett till att han blivit inlåst – goltuppen. När Lars-Peters lillebror Matte, tämligen misslyckad småtjuv, mördas på öppen gata av en gangster hoppar han på ett flykttåg, men ser samtidigt efter andra möjligheter att lämna fängelset. Rymningen lyckas, men priset blir väldigt högt, vilket Lars-Peter så småningom kommer att inse.

## Medverkande i urval
- Thorsten Flinck – Lars-Peter Forsman
- Marie Richardson – Louise "Nina" Nilsson
- Wallis Grahn – Astrid Forsman (mamma till Lars-Peter och Matte)
- Pontus Gustafsson – Matte Forsman
- Johan Rabaeus – Djingis
- Lucian Muscurel – Milan
- Monica Edwardsson – Janna
- Ingvar Haggren – Branco
- Jonas Falk – Robert Wallberg
- Saim Ursay – Marco
- Carl Kjellgren – Kamrern
- Anne-Li Norberg – Jansson (kriminalpolis)
- Christian Fex – Åström (kriminalpolis)
- Per-Gunnar Hylén – Nilsson
- Hans Sundberg – Dessängen
- Peder Falk – Edling, chef för ekobrottsroteln
- Gert Fylking – spanchefen
- Jan Nyman – piketpolisbefäl

## Om serien
Thrillerserien, som består av fem avsnitt, visades första gången i SVT1 i januari och februari 1991 och repriserades 1993 och 2001. En DVD-utgåva släpptes den 18 mars 2009.

## Avsnittstitlar
1. Knalltorsken
2. Storstrul
3. På kuten
4. Iskallt
5. Goltuppen